# Ambystoma rivulare
Ambystoma rivulare (Taylor, 1940) è un anfibio caudato della famiglia Ambystomatidae, endemico del Messico. Il suo habitat naturale sono le foreste subtropicali e le foreste tropicali montane.